# Thetidia viridifrons
Thetidia viridifrons är en fjärilsart som beskrevs av W. Warren 1897. Thetidia viridifrons ingår i släktet Thetidia och familjen mätare. Inga underarter finns listade i Catalogue of Life.